# Paul Walde
Peter Paul Walde (* 6. Februar 1876 in Dresden; † 23. Februar 1959 ebenda) war ein deutscher Organist, Chordirigent und Komponist.

## Leben
Walde wurde 1876 als Sohn des Zimmermanns Jacob Walde (1850–1896) und dessen Ehefrau Agnes Walde geborene Schneider (1849–1927) im Jagdweg 9 in Dresden geboren. Nach dem Besuch der Bürgerschule seiner Heimatstadt studierte er von 1897 bis 1900 Musik am Königlichen Konservatorium Dresden. Zu seinen Lehrern gehörten dort u. a. Emil Robert Höpner in Orgel, Carl Heinrich Döring in Klavier und Wilhelm Rischbieter in Theorie.
Ab 1900 wirkte er als Organist und Chordirigent an der Katholischen Garnisonkirche Dresden, wo er sich insbesondere dem gregorianischen Choral widmete. Er vertrat die Erweiterung des Harmoniesystems um die Chromatik. 1914 war er Gründungsleiter einer eigenen Musikschule, der „Dresdner Lehranstalt für Musik“. 1922 wurde er Organist an der Katholischen Hofkirche Dresden. Walde dirigierte auch den Cäcilienchor Dresden. Außerdem komponierte er Orgel- und Klavierstücke sowie Lieder (etwa das Lied für eine Singstimme Freundschaft).
Er war Mitglied des Tonkünstlervereins Dresden, des Verbandes Sächsischer Musikschuldirektoren, des Reichsverbandes deutscher Tonkünstler und Musiklehrer und des Verbandes katholischer Kirchenbeamten.
Walde, katholisch, war ab 1926 mit Barbara Ponath (geb. 1881) verheiratet.

## Schriften (Auswahl)
- Die Harmonie der Neuzeit. Neue Grundsätze für die Erweiterung und technische Bezeichnung der Diatonik und Chromatik. Als Manuskript gedruckt. Dresden 1910.